# Заозёрное (Озёрский район)
Заозёрное — посёлок в Озёрском городском округе Калининградской области России.

## История
Ранее поселение называлось деревня Коваррен (нем. Kowarren), в районе которой 11 сентября 1914 года немецкий 20-й армейский корпус под командованием генерала фон Штольца атаковал позиции русской армии, обороняемые 20-м армейским корпусом под командованием генерала В. В. Смирнова. В 1938 году переименована в Клайнфридек (нем. Kleinfriedeck). В 1947 году указом Президиума Верховного Совета РСФСР преобразована в посёлок Заозёрное.

## Население
| 1818 | 1910 | 2002 | 2010 |
| ---- | ---- | ---- | ---- |
| 127  | ↘86  | ↗169 | ↘139 |

## Улицы
В посёлке имеется одна улица — Кутузова.